# Louin (Misisipi)
Louin es un pueblo del Condado de Jasper, Misisipi, Estados Unidos. Según el censo de 2000 tenía una población de 339 habitantes y una densidad de población de 21.6 hab/km².

## Demografía
Según el censo de 2000, había 339 personas, 137 hogares y 93 familias residiendo en la localidad. La densidad de población era de 21,6 hab./km². Había 164 viviendas con una densidad media de 10,4 viviendas/km². El 68,73% de los habitantes eran blancos, el 29,79% afroamericanos y el 1,47% pertenecía a dos o más razas.
Según el censo, de los 137 hogares en el 29,2% había menores de 18 años, el 54,0% pertenecía a parejas casadas, el 10,9% tenía a una mujer como cabeza de familia, y el 32,1% no eran familias. El 30,7% de los hogares estaba compuesto por un único individuo, y el 19,0% pertenecía a alguien mayor de 65 años viviendo solo. El tamaño promedio de los hogares era de 2,47 personas y el de las familias de 3,05.
La población estaba distribuida en un 25,4% de habitantes menores de 18 años, un 9,4% entre 18 y 24 años, un 23,0% de 25 a 44, un 20,4% de 45 a 64, y un 21,8% de 65 años o mayores. La media de edad era 38 años. Por cada 100 mujeres había 94,8 hombres. Por cada 100 mujeres de 18 años o más, había 96,1 hombres.
Los ingresos medios por hogar en la localidad eran de 29.583 dólares ($), y los ingresos medios por familia eran 40.750 $. Los hombres tenían unos ingresos medios de 31.500 $ frente a los 21.477 $ para las mujeres. La renta per cápita para la ciudad era de 17.586 $. El 24,4% de la población y el 16,7% de las familias estaban por debajo del umbral de pobreza. El 53,8% de los menores de 18 años y el 9,1% de los habitantes de 65 años o más vivían por debajo del umbral de pobreza.

## Geografía
Según la Oficina del Censo de los Estados Unidos, Louin tiene un área total de 15,8 km² de los cuales 15,7 km² corresponden a tierra firme y 0,1 km² a agua. El porcentaje total de superficie con agua es 0,33%.